# Casa das Flores
A Casa das Flores (em sérvio:  Кућа цвећа, transl. Kuća cveća; em croata:  Kuća cvijeća; em macedônio/macedónio:  Куќа на цвеќето; em esloveno:  Hiša cvetja) é o mausoléu de Josip Broz Tito (1892–1980) e Jovanka Broz (1924–2013), o Presidente e a Primeira-dama da República Socialista Federativa da Iugoslávia. Está localizado nas dependências do Museu de História Iugoslava em Dedinje, Belgrado, Sérvia.

## Nome
O nome da "Casa das Flores" vem do fato de que muitas flores cercaram o túmulo até que ele foi fechado ao público após a dissolução da República Socialista Federativa da Iugoslávia. Hoje só existem pedras brancas onde antes ficavam as flores. Foi chamada internamente de “floricultura” durante a vida de Tito, quando servia como seu escritório auxiliar com jardim coberto.

## História
A Casa das Flores foi construída em 1975, com base num projecto do arquitecto Stjepan Kralj. Foi construído como jardim de inverno com espaços de trabalho e descanso de Josip Broz com área de 902 m2 próximo à residência onde morava. É composto por três partes: a central — um jardim de flores, e dois largos corredores paralelos nas laterais. No lado oposto da entrada encontra-se um terraço descoberto com vista para Belgrado. Na parte central, por desejo pessoal, Tito foi sepultado em maio de 1980. Sua terceira e última esposa, Jovanka Broz, foi enterrada ao lado dele em 2013.
As exposições permanentes na Casa das Flores consistem em Revezamentos da Juventude locais, republicanos e federais do período posterior a 1957, quando o dia 25 de maio foi comemorado como o Dia da Juventude. Além disso, estão expostos no museu mensagens escritas que Tito recebeu com revezamentos, bastões trocados, fotografias de pessoas que os portavam, ingressos e programas de comícios e outros materiais relacionados. 
Durante quase uma década após a dissolução da República Federativa Socialista da Iugoslávia, todo o complexo (o túmulo e o museu memorial) foi fechado ao público e os guardas militares foram permanentemente removidos. No entanto, o local foi novamente aberto aos turistas e às pessoas que desejam prestar suas homenagens. Muitos convidados, de toda a ex-Iugoslávia, visitam o local, principalmente no dia 25 de maio (data oficial de nascimento de Tito) — Jornada da Juventude na ex-Iugoslávia. O memorial teria sido visitado por mais de onze mil pessoas em 2004 e, entre 1982 e 2012, por mais de 17 milhões de pessoas.  

## Galeria

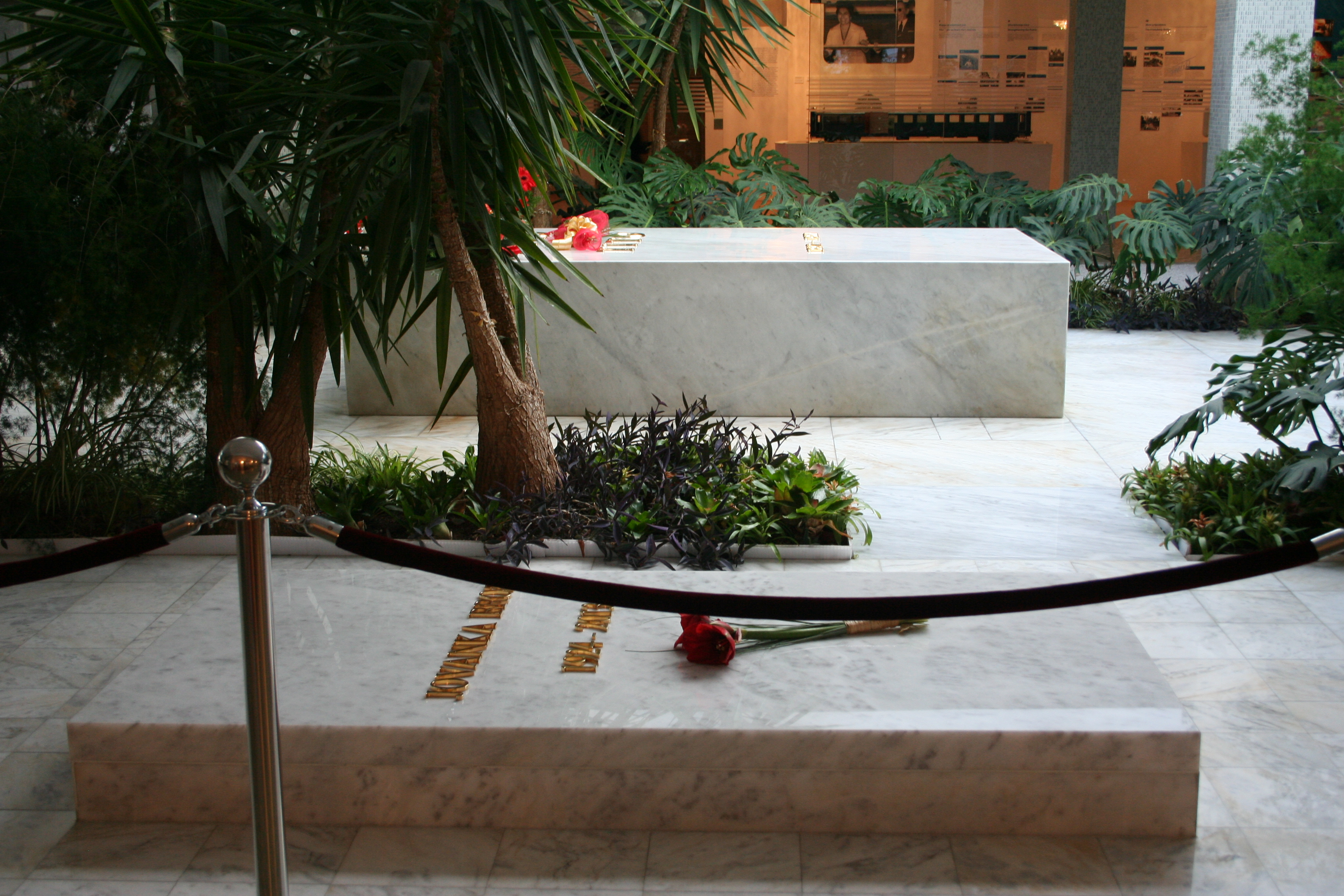
Os túmulos de Josip Broz Tito e Jovanka Broz lado a lado
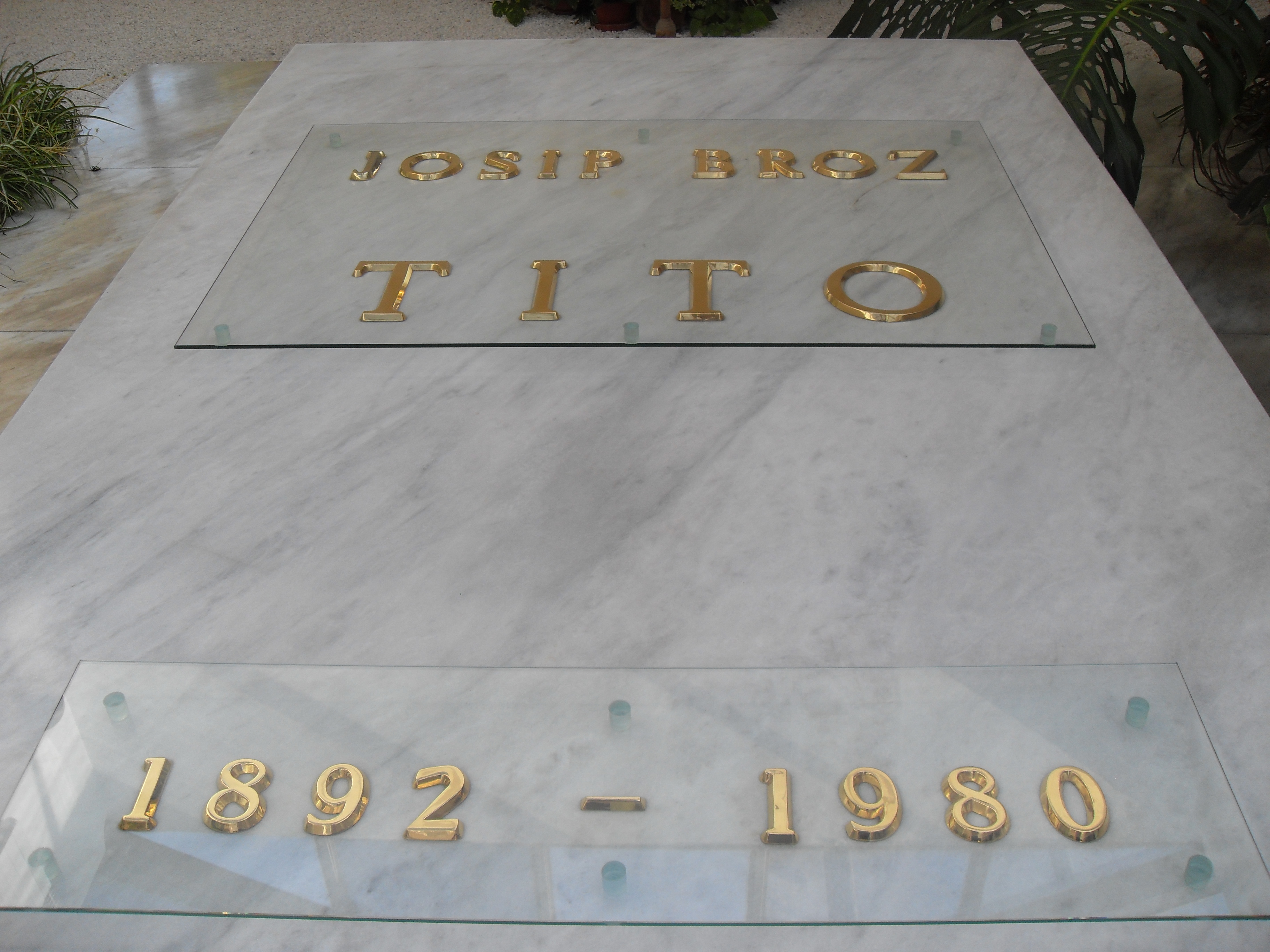
Tumba de Josip Broz Tito dentro do mausoléu
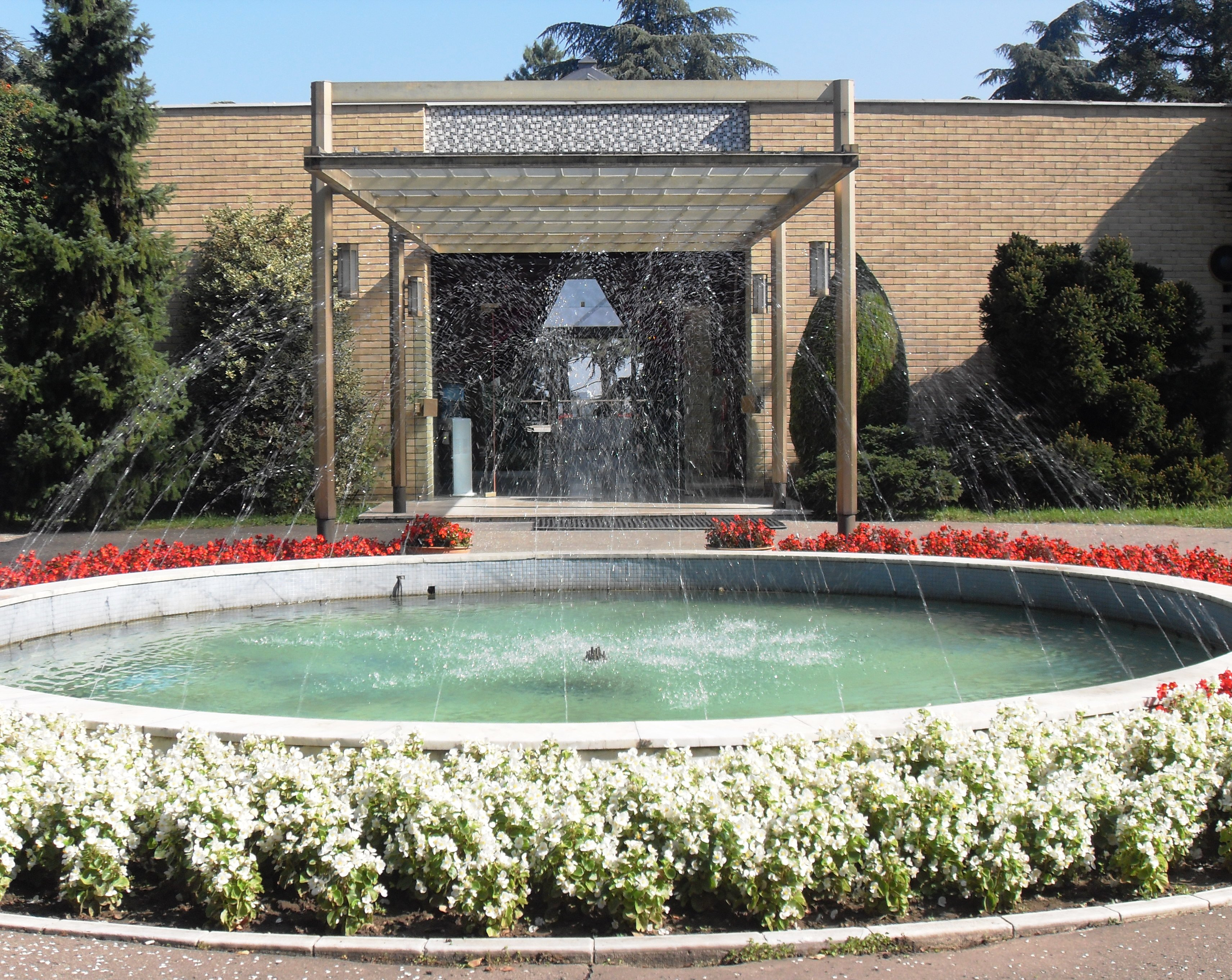
Entrada principal da Casa das Flores
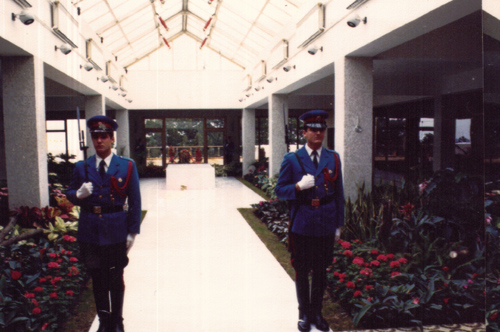
Guarda de honra do mausoléu
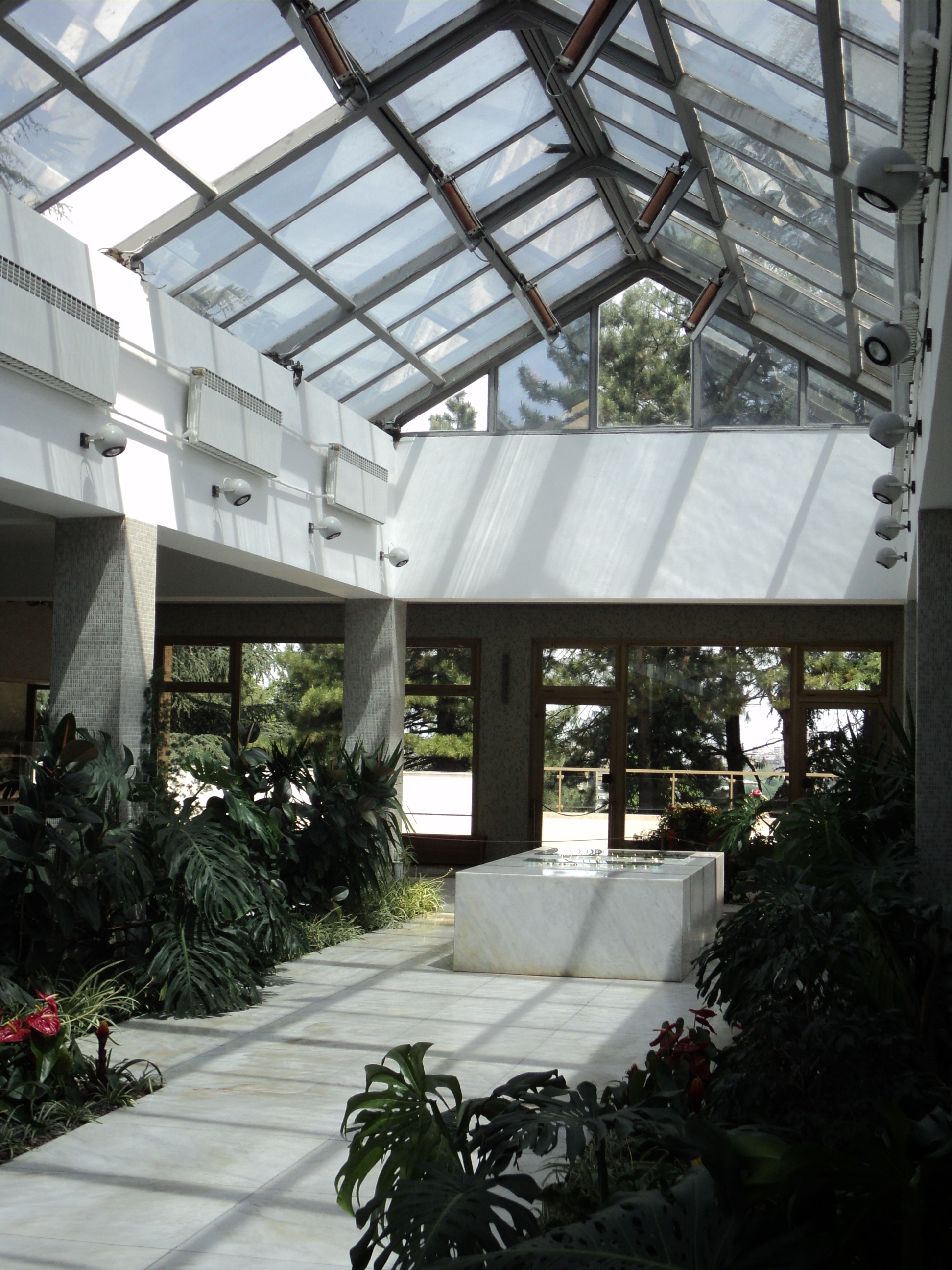
Interior of the House of Flowers
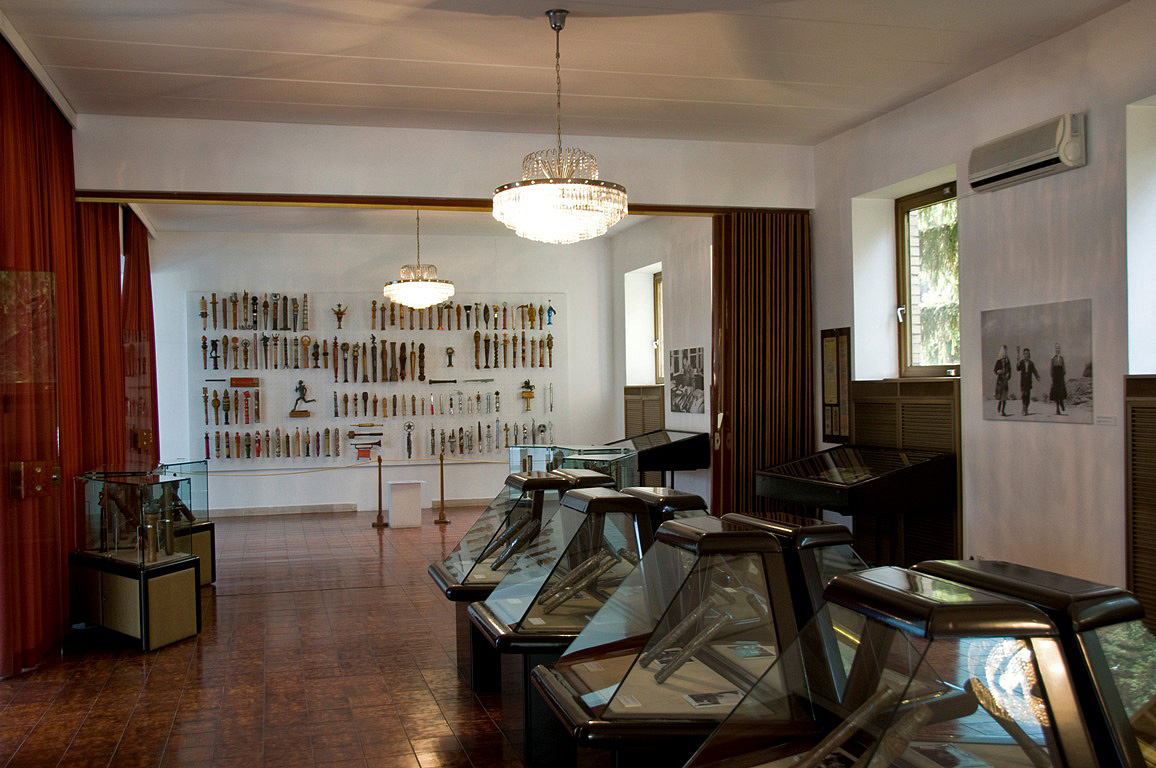
Museu Casa das Flores, com os Revezamentos da Juventude na parede